# صحراي أميرية
صحراي أميرية هي قرية في مقاطعة شهرضا، إيران. يقدر عدد سكانها بـ 30 نسمة بحسب إحصاء 2016.